# حصة مليج
حصة مليج إحدى قرى مركز شبين الكوم التابع لمحافظة المنوفية بجمهورية مصر العربية.

## السكان
بلغ عدد سكان حصة مليج 7,291 نسمة، حسب الإحصاء الرسمي لعام 2006.